# Yota Akimoto
Yota Akimoto (født 11. juli 1987) er en japansk fodboldspiller, som spiller for den japanske fodboldklub Shonan Bellmare.